# دينو باطاليا
دينو باطاليا (بالإيطالية: Dino Battaglia)‏ رسام إيطالي ومؤلف قصص مصورة (ولد يوم 1 أغسطس 1921 في البندقية) 

## اقرأ أيضاً
- هوغو برات
- غويدو كريباكس